# Logone
El Logone o Logon és un riu de l'Àfrica central, el principal afluent del Chari. Té una longitud d'un miler de km i la seva extensa conca, que comprèn la part occidental de la República Centreafricana, la part septentrional del Camerun i la part meridional del Txad, ocupa una superfície de 78.000 km². Discorre entre zones pantanoses i aiguamolls en la seva major part. Marca la frontera natural entre el Txad i el Camerun durant la part final del seu curs. Les principals poblacions que travessa són Moundou, la segona ciutat del Txad, i Kousséri, la més septentrional del Camerun. El Logone s'uneix al Chari a N'Djamena, la capital txadiana.